# Бахтин (Могилів-Подільський район)
Бахти́н — село в Україні, у Мурованокуриловецькій селищній громаді Могилів-Подільського району Вінницької області. Населення становить 482 особи.

## Географія
Село розташоване на лівому березі річки Бахтинки.
Знаходиться за 12 км від центру громади і за 35 км від залізничної станції Котюжани.
В селі є навчально-виховний комплекс «Загальноосвітній навчальний заклад — дошкільний навчальний заклад»
Поблизу села розвідано поклади флюориту.

## Історія
7 (20) листопада 1917 року, відповідно до Третього Універсалу Української Центральної Ради, увійшло до складу Української Народної Республіки.
2017 року на околицях села знайдено кампаністичну пам'ятку 1640 року — Бахтинський дзвін.
12 червня 2020 року, відповідно до Розпорядження Кабінету Міністрів України № 707-р «Про визначення адміністративних центрів та затвердження територій територіальних громад Вінницької області», увійшло до складу Мурованокуриловецької селищної громади.
19 липня 2020 року, в результаті адміністративно-територіальної реформи та ліквідації Мурованокуриловецького району, село увійшло до складу новоутвореного Могилів-Подільського району.

## Відомі люди
Тут народилися:
- Працьовитий Микола Вікторович — український вчений-математик.
- Сенгалевич Федір Миколайович — лікар, етнограф та громадський діяч.